# Mesoxaea clypeata
Mesoxaea clypeata là một loài Hymenoptera trong họ Andrenidae. Loài này được Hurd & Linsley mô tả khoa học năm 1976.